# Chronologie de l'Art nouveau
Le mouvement Art nouveau, protéïforme et international vit au travers d'une série d'évènements qui rythment sa vie et son évolution. Cet article présente ces évènements par ordre chronologique, en les classant thématiquement pour avoir une meilleure vue d'ensemble. 

## 1880

### Mobilier
- Rocking-chair, Thonet Frères, Museum of Modern Art[1]

## 1884

### Expositions
- La pierre, le bois, la terre et le verre (Paris)[2]

Galerie de l'année 1893
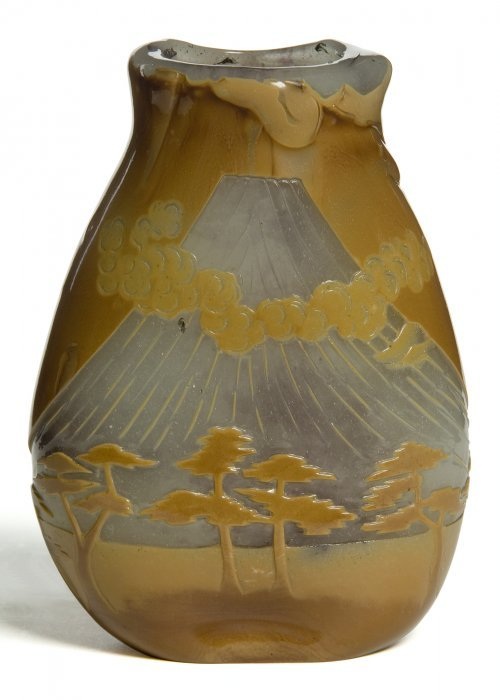
Vase du Mont Fuji d'Eugène Rousseau

## 1893

### Architecture
- Hôtel Tassel par Victor Horta (Bruxelles)[3]
- Maison Hankar par Paul Hankar (Bruxelles)
- Théatre de musique de Prague par Friedrich Ohmann (République Tchèque)[4]

### Peinture
- Les trois mariées par Jan Toorop (Pays-bas)[3]
- Le Cri de Edvard Munch (Norvège)[4]

### Verrerie - céramique
- Fondation par Tiffany d'une entreprise de verrerie (États-Unis)[4]

### Illustration
- Jane Avril au Jardin de Paris par Toulouse-Lautrec (France)[3]

### Revues
- Fondation de The Studio avec les dessins d'Aubrey Beardsley (Royaume-uni)[3]
- Fondation de Le Sillon (Belgique)[3]

### Expositions
- Estampes japonaises par Siegfried Bing (France)[3]
- Première exposition Sezession à Munich (Allemagne)[3]

Galerie de l'année 1893
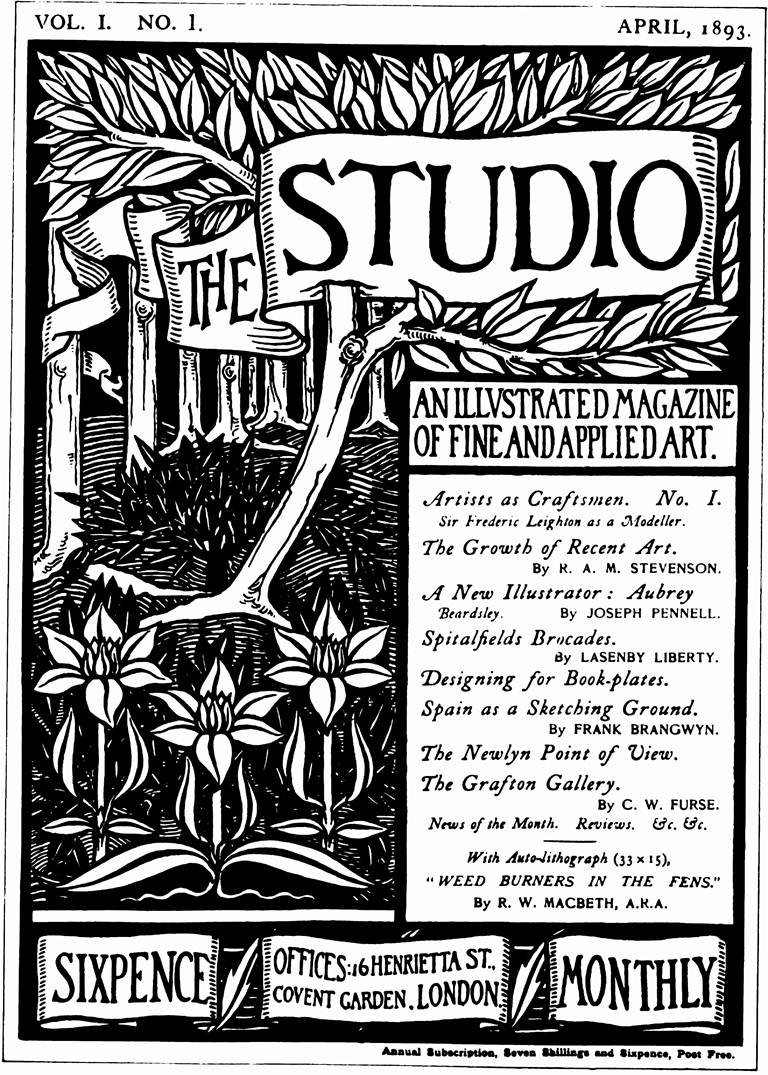
Couverture du premier numéro de la revue The Studio
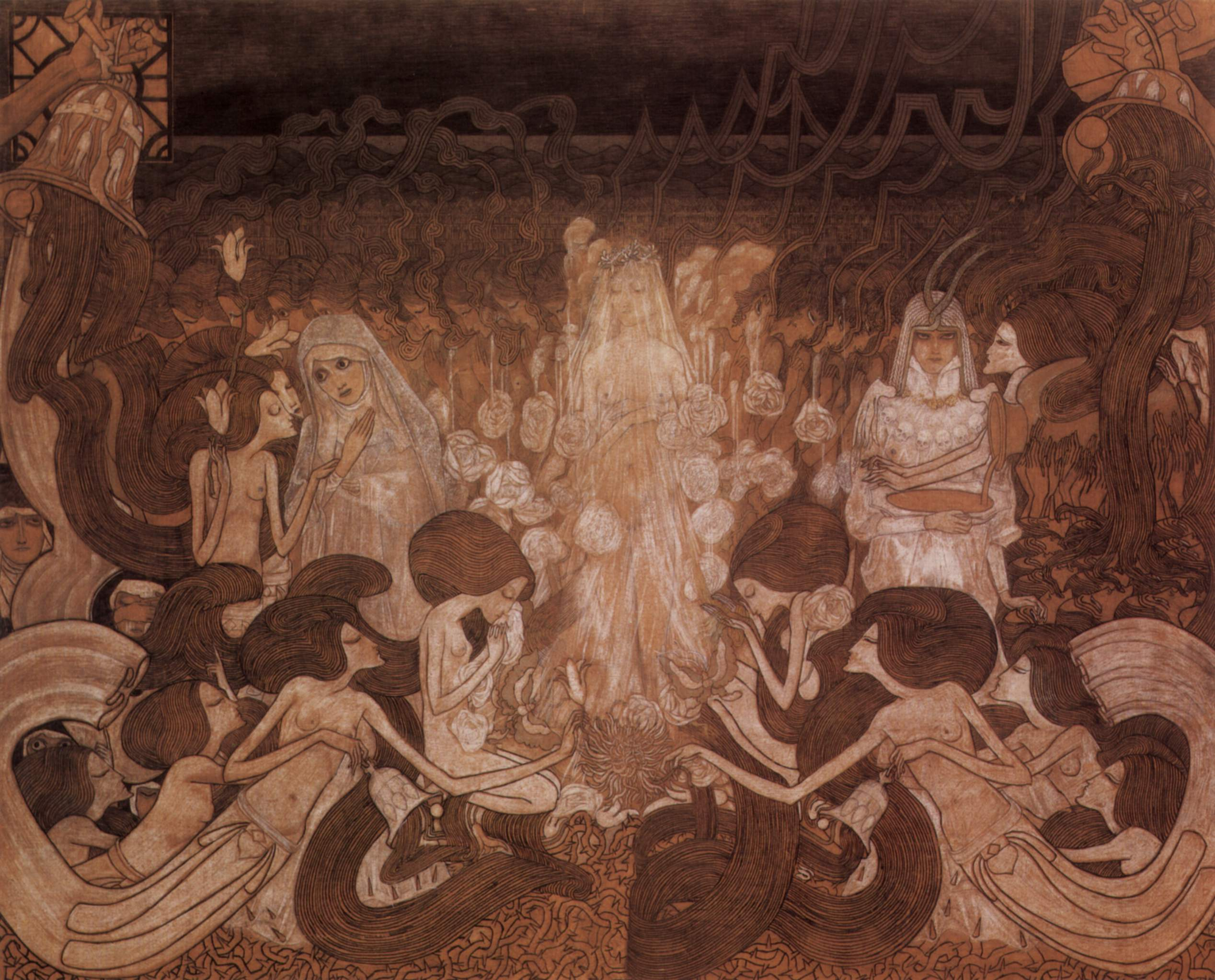
Les trois mariées ou Les trois fiancées de Jan Toorop
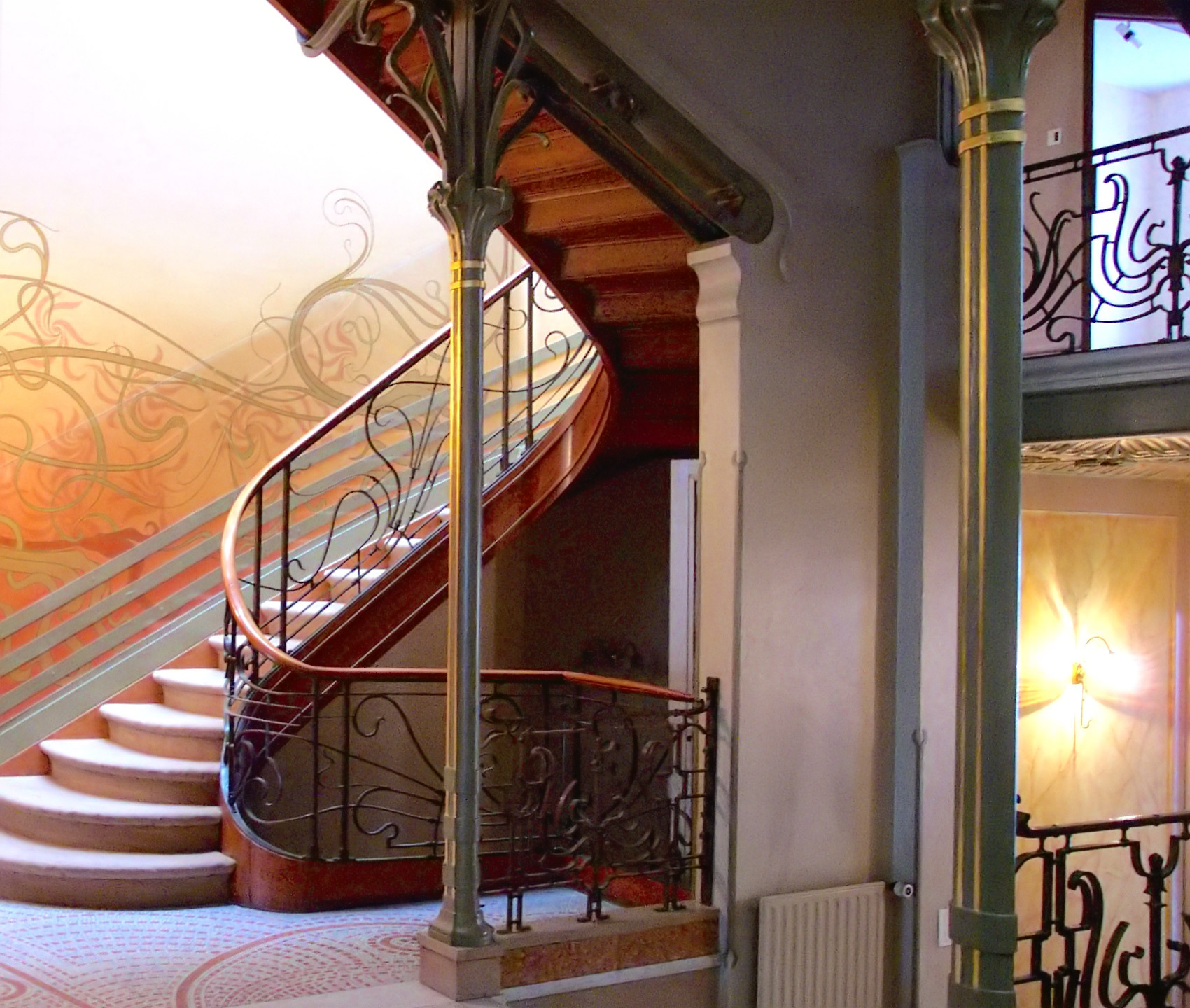
Intérieur de l'Hôtel Tassel par Victor Horta
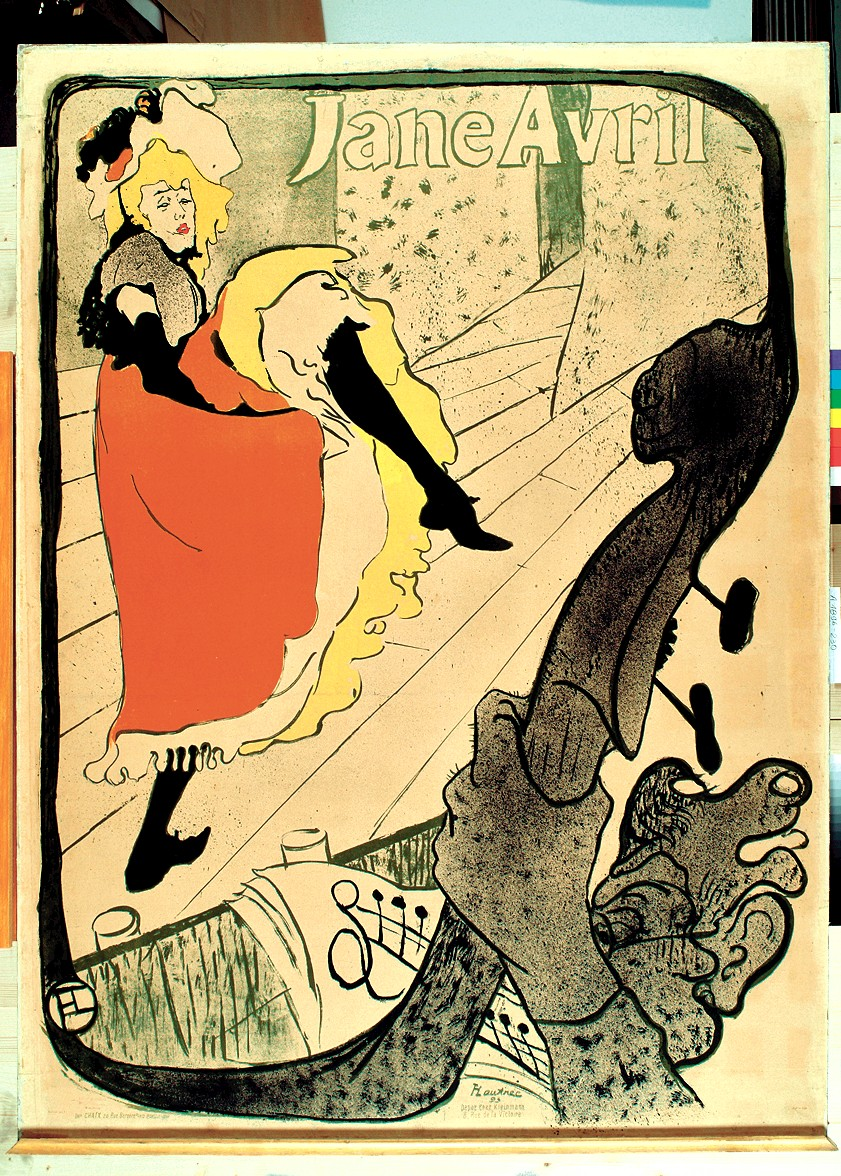
Jane Avril au Jardin de Paris par Toulouse-Lautrec

## 1894

### Architecture
- Castel Béranger par Hector Guimard (Paris)[3]
- Maison Solvay par Victor Horta ( Bruxelles )[3]

### Publication
- Déblaiement d Art par Henry van de Velde[3]

### Exposition
- Estampes japonaises par Siegfried Bing (Boston)[4]

Galerie de l'année 1894
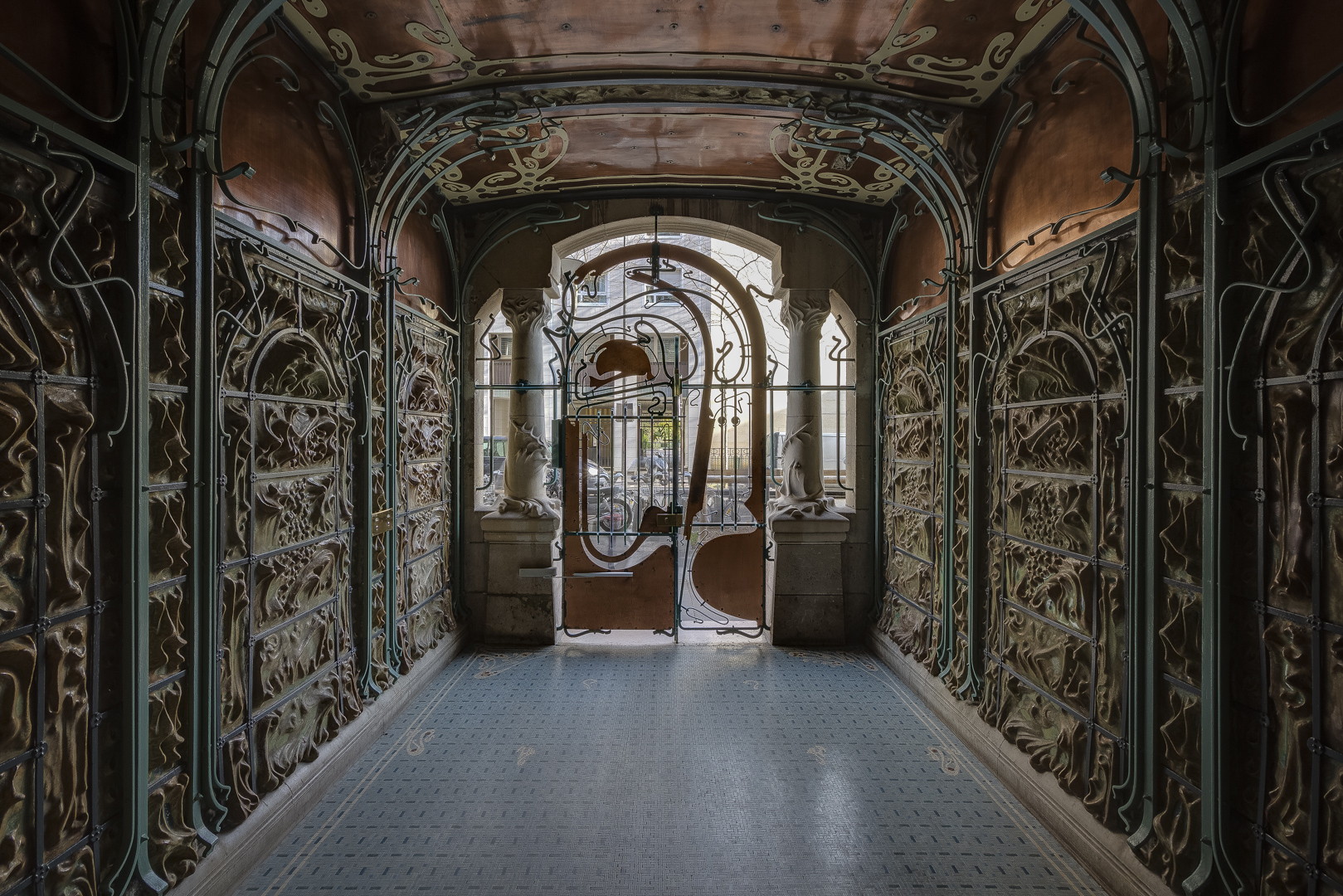
Entrée du Castel Béranger.
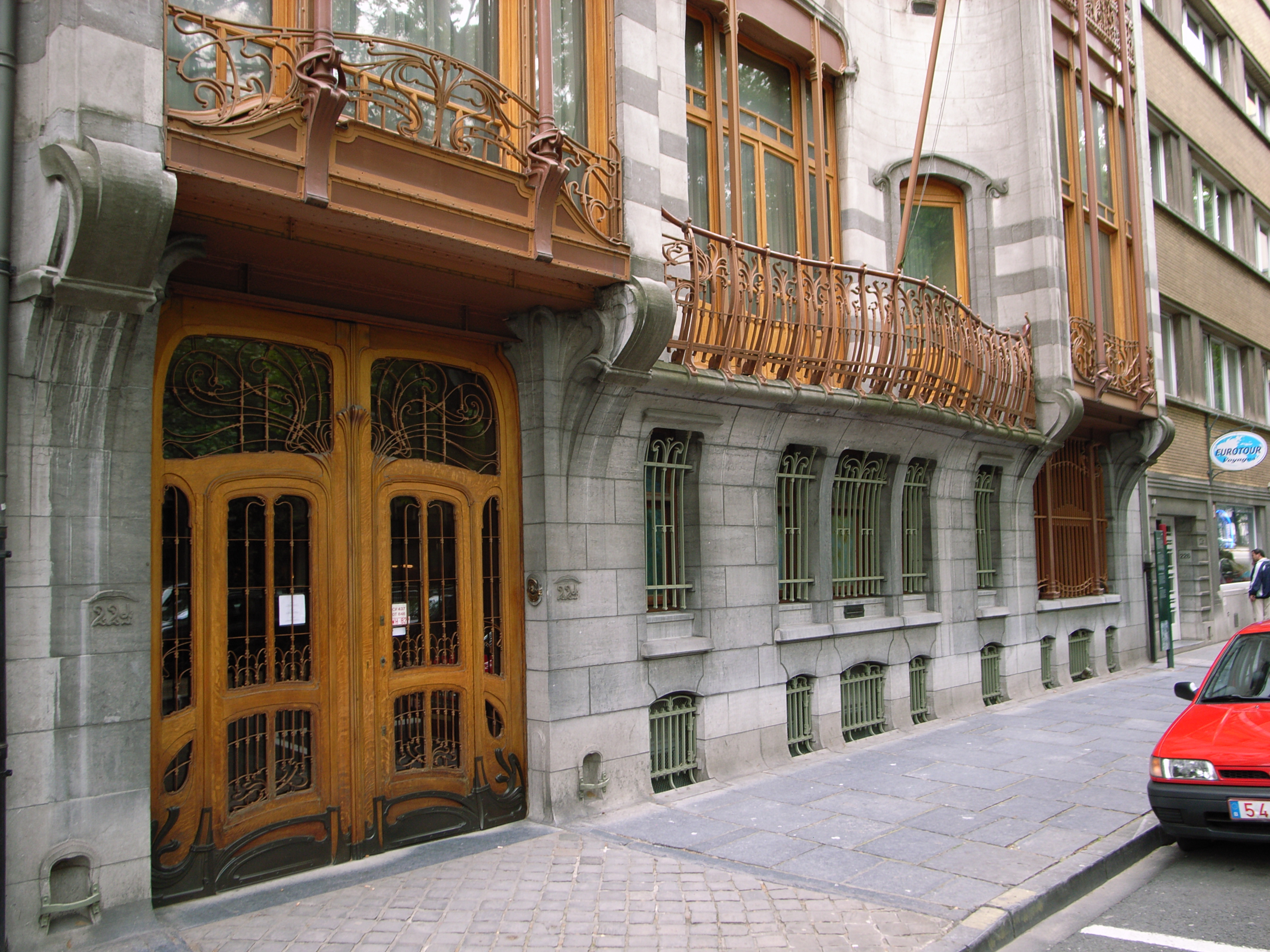
Maison Solvay, vue de la rue, rez de chaussée.

## 1895

### Architecture
- École du Sacré-cœur par Hector Guimard (Paris)[3]
- Maison Bloemenwerf par Henry van de Velde (Uccle, près de Bruxelles)[3]
- Villa Lasses par Lars Sonck (Îles Ahvenanmaa, Finlande)[4]
- Maison et atelier Oak park par Frank Lloyd Wright[4]

### Broderie
- Broderies en « coup de fouet » par hermann Obrist (Allemagne)[3]

### Revues
- Fondation de Pan (Berlin)[3]

### Galerie
- Siegfried Bing ouvre la galerie L'Art Nouveau (Paris), il expose Tiffany[3]

### Expositions
- Exposition ethnographique internationale (Prague)[4]

Galerie de l'année 1895
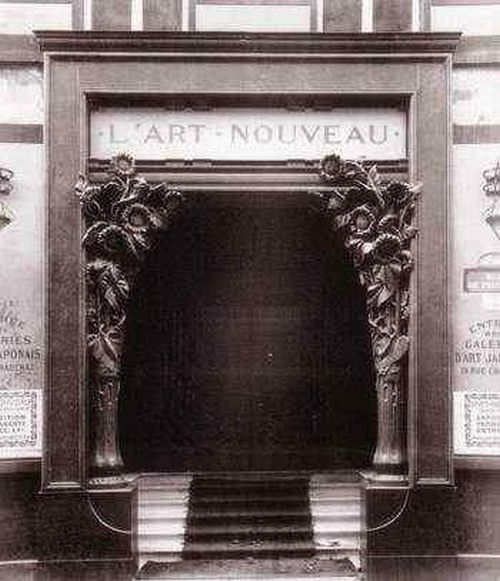
Entrée de la maison de l'Art nouveau 22 rue de Provence à Paris en 1895 (galeries Bing).
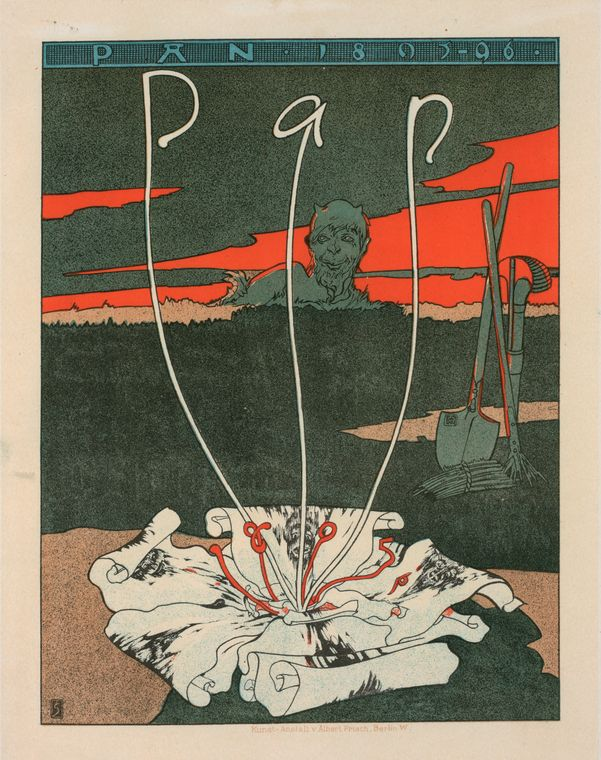
Affiche promotionnelle pour la revue Pan
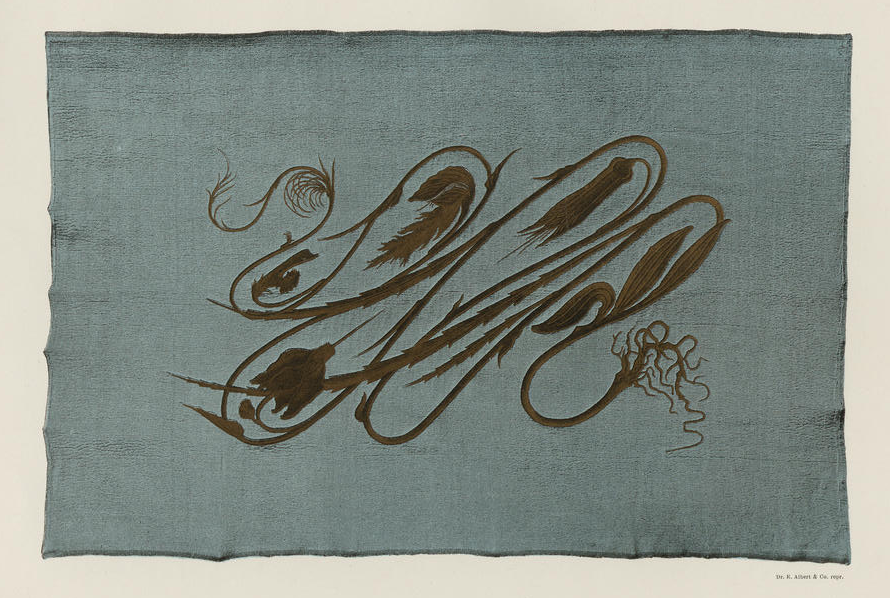
broderie du "coup de fouet" de Hermann Obrist
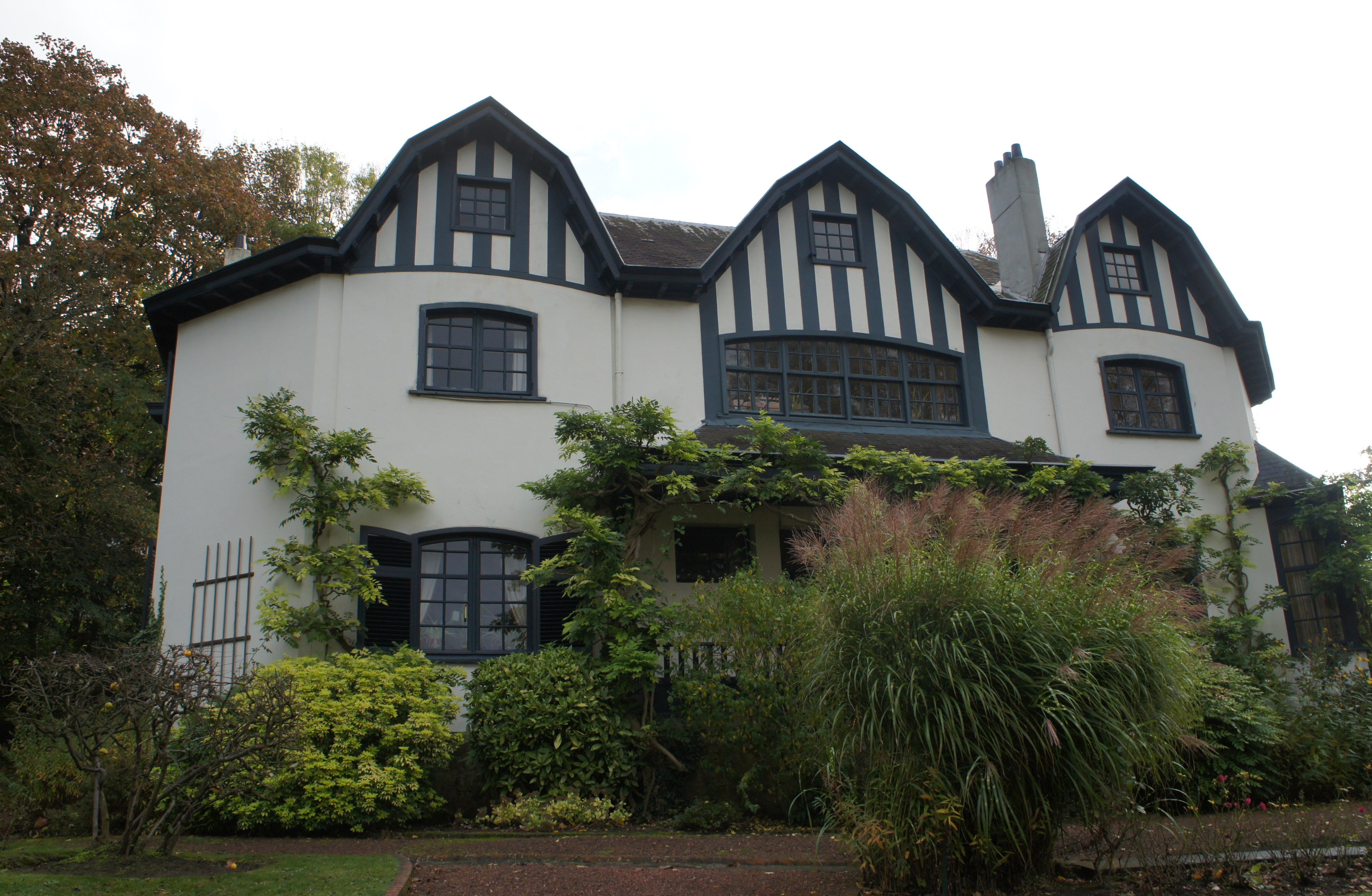
Maison Bloemenwerf par Van de Velde

## 1896

### Architecture
- Fondation du cabinet d'architecte GL&S par Herman Gesellius, Armas Lindgren et Eliel Saarinen (Helsinki)[4]
- Musée des Arts appliqués par Ödön Lechner (Budapest)[4]
- Guarranty Building par Louis Sullivan (Buffalo)[4]

### Revues
- Fondation de Die Jungend[3]
- Fodnation de Simplicissimus[3]

### Publication
- The Tall Office building artistically considered par Louis Sullivan[4]

### Exposition
- Exposition d'art graphique (Félix Valloton, József Rippl-Rónai, Georges de Feure, etc. par Siegfried Bing (Paris)[3]
- Cinquième exposition Arts and crafts où expose le Glasgow four pour la première fois. (Londres)[3]
- Exposition de 35 broderies par Hermann Obrist (Munich, puis Berlin, et Londres)[3]

Galerie de l'année 1896
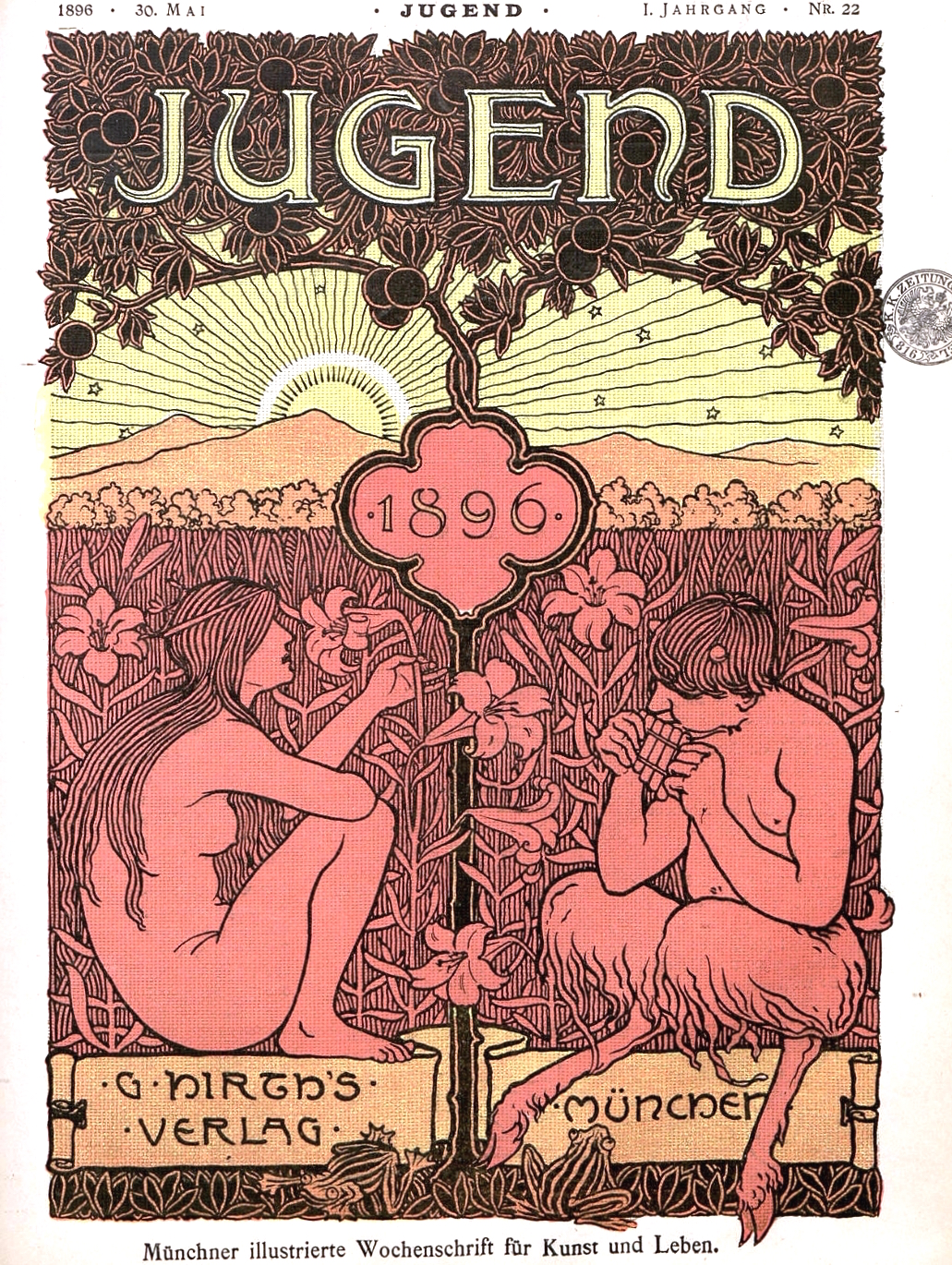
Couverture de la Revue Jugend
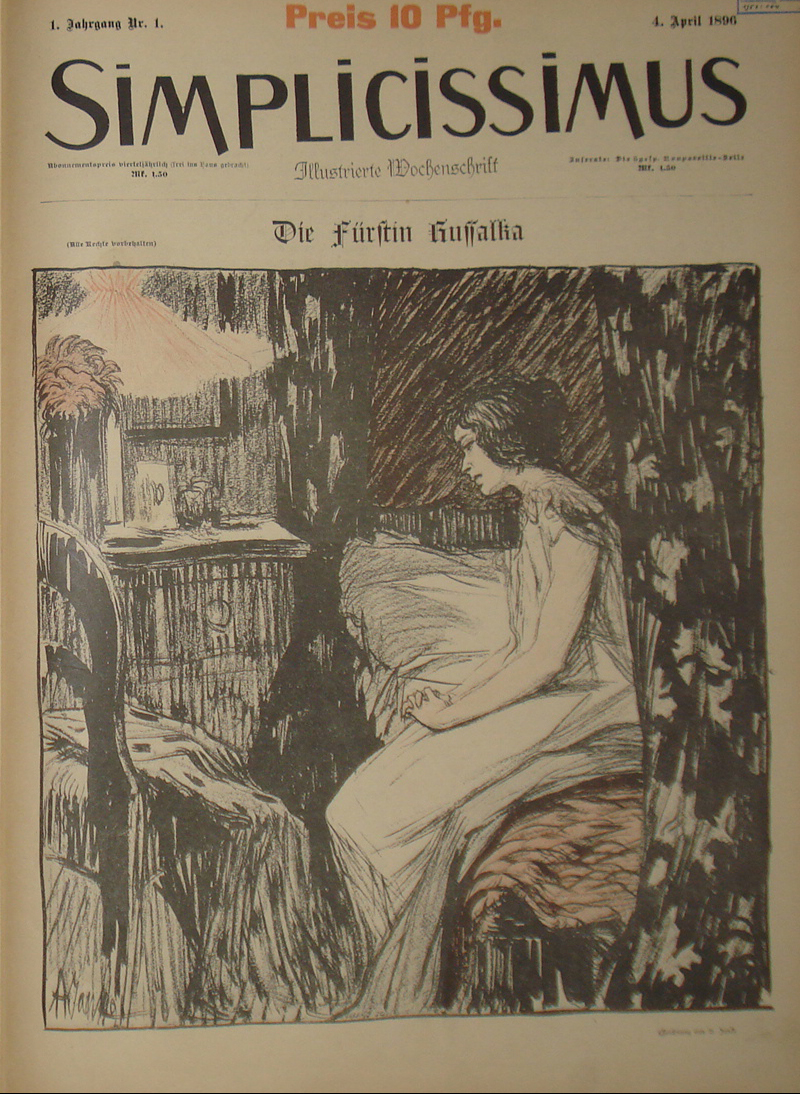
Couverture de la revue Simplicissimus
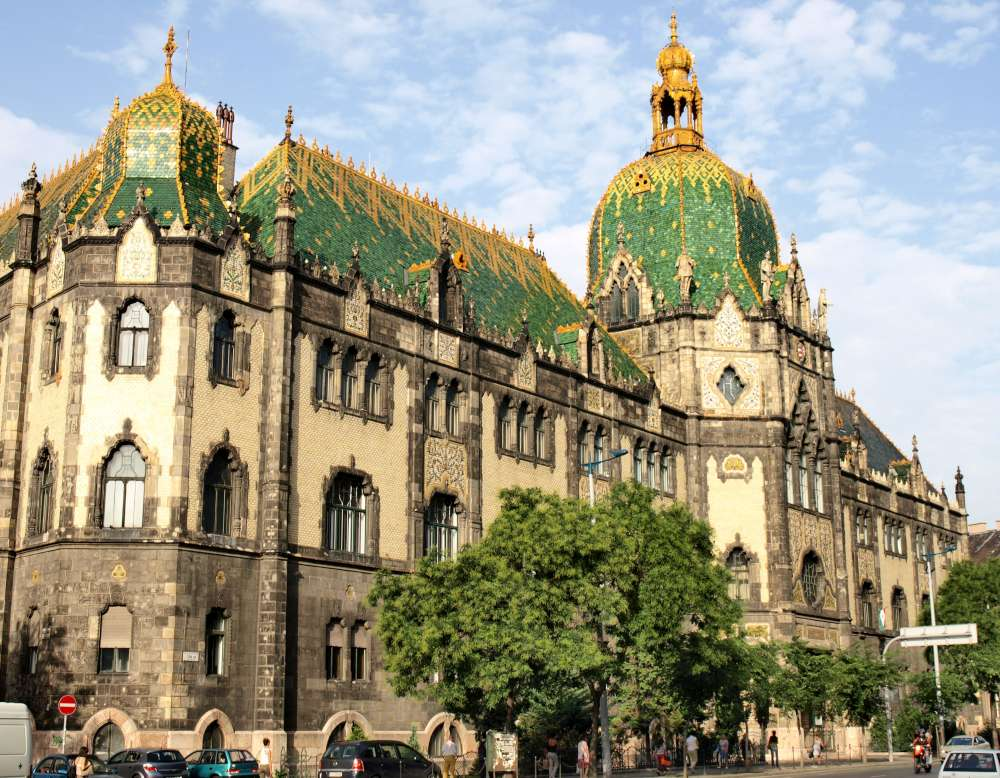
Musée des Arts appliqués par Ödön Lechner.
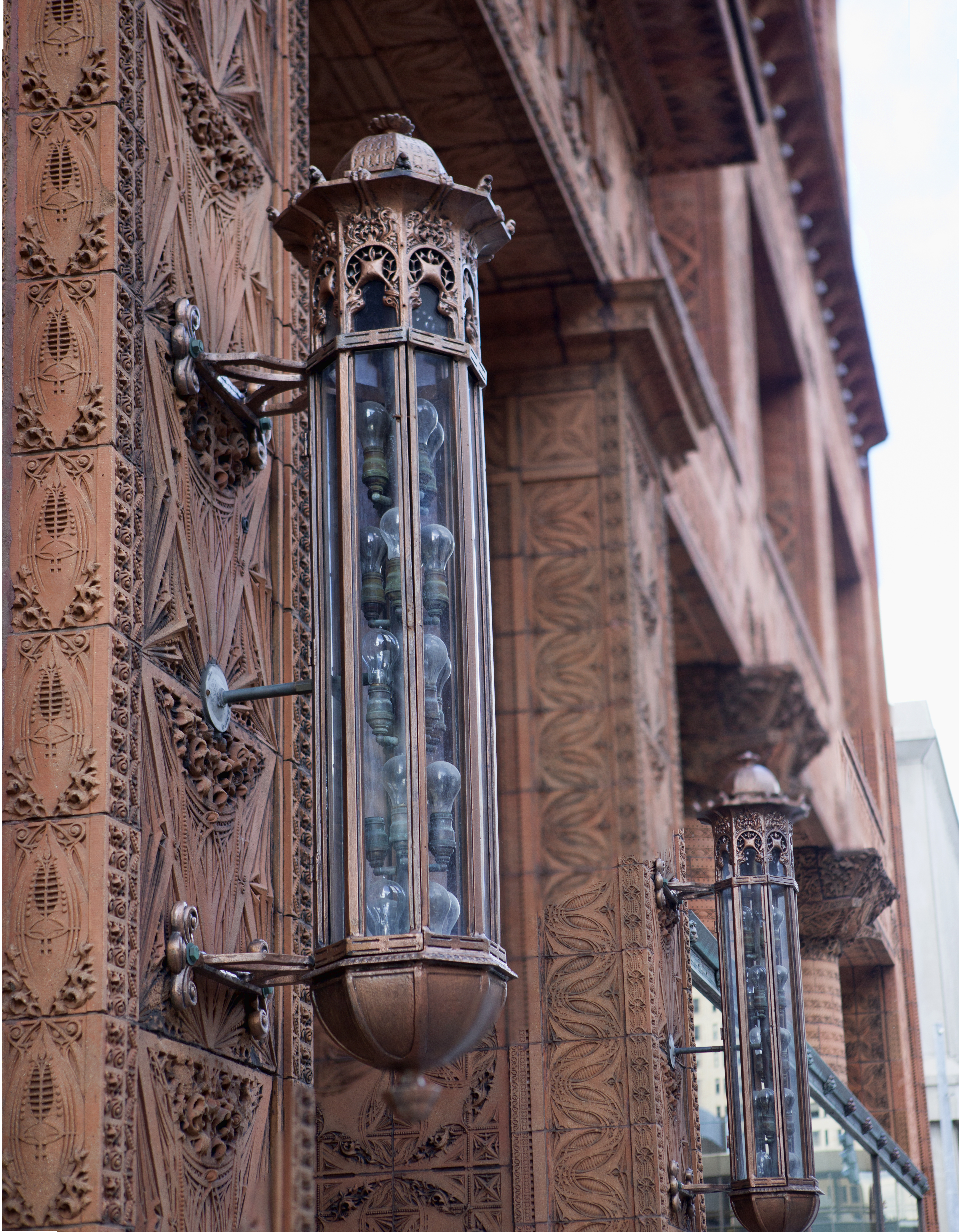
Ornement sur le Guaranty building à Buffalo par Louis Sullivan

## 1899

### Mobilier
- Meuble anthropomorphe, Louis Marnez[5]

## 1900

### Mobilier
- Meuble en marqueterie, décor à fleurs, pieds en pattes de grenouille, Louis Gallé, vers 1900 collection particulière[6]

## 1901

### Mobilier
- Meuble en marqueterie aux oies, Louis Majorelle, vers 1901 collection particulière[7]

## 1902

### Architecture
- Villa Majorelle par Henri Sauvage et Lucien Weissenburger (France)

## 1903

### Mobilier
- Buffet en marqueterie décor aux oies, Louis Majorelle, collection particulière[8]